# Neuilly-le-Bisson
Neuilly-le-Bisson là một xã thuộc tỉnh Orne trong vùng Normandie tây bắc nước Pháp. Xã này nằm ở khu vực có độ cao trung bình 140 mét trên mực nước biển.